# Allikend (Kelbajar)
Allikend est un village de la région de Kelbajar en Azerbaïdjan

## Histoire
L'ancien nom du village était Alili.
En 1993-2020, Allikend était sous le contrôle des forces armées arméniennes. Le 25 novembre 2020, sur la base d'un accord trilatéral entre l'Azerbaïdjan, l'Arménie et la Russie en date du 10 novembre 2020, la région de Kelbajar, y compris le village d'Allikend, a été restituée sous le contrôle de l'Azerbaïdjan.

## Sources
Zeynal boulaghi, Jahan boulaghi, Qibla boulaghi, Sari boulag, Qaynatma boulaghi, Tcheyil boulaghi, Gol boulaghi, Qocha boulag, etc.

## Économie
La principale occupation de la population était l'agriculture et l'élevage.